# Volksabdij Onze-Lieve-Vrouw ter Duinen

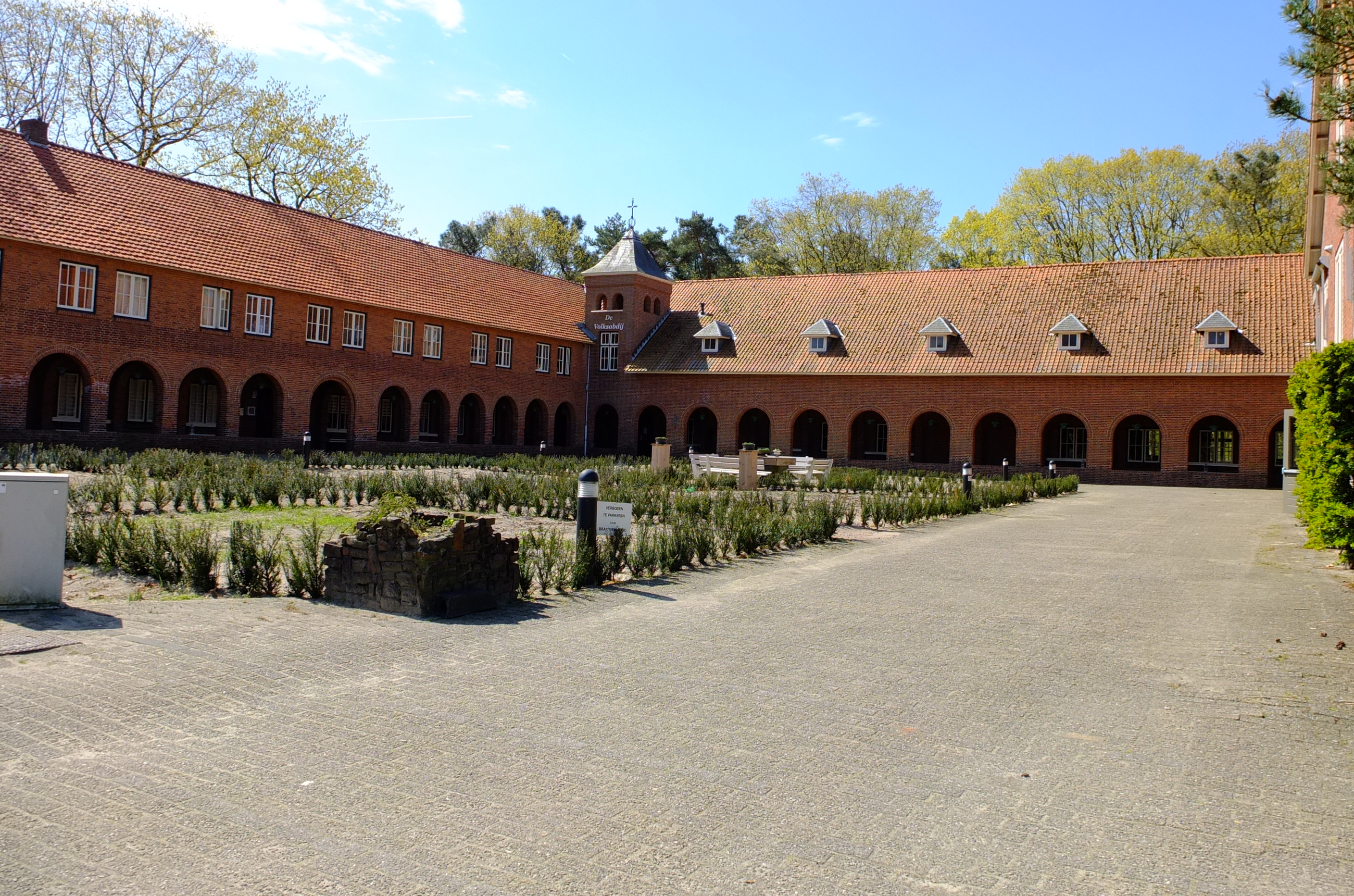
Volksabdij Onze-Lieve-Vrouw ter Duinen

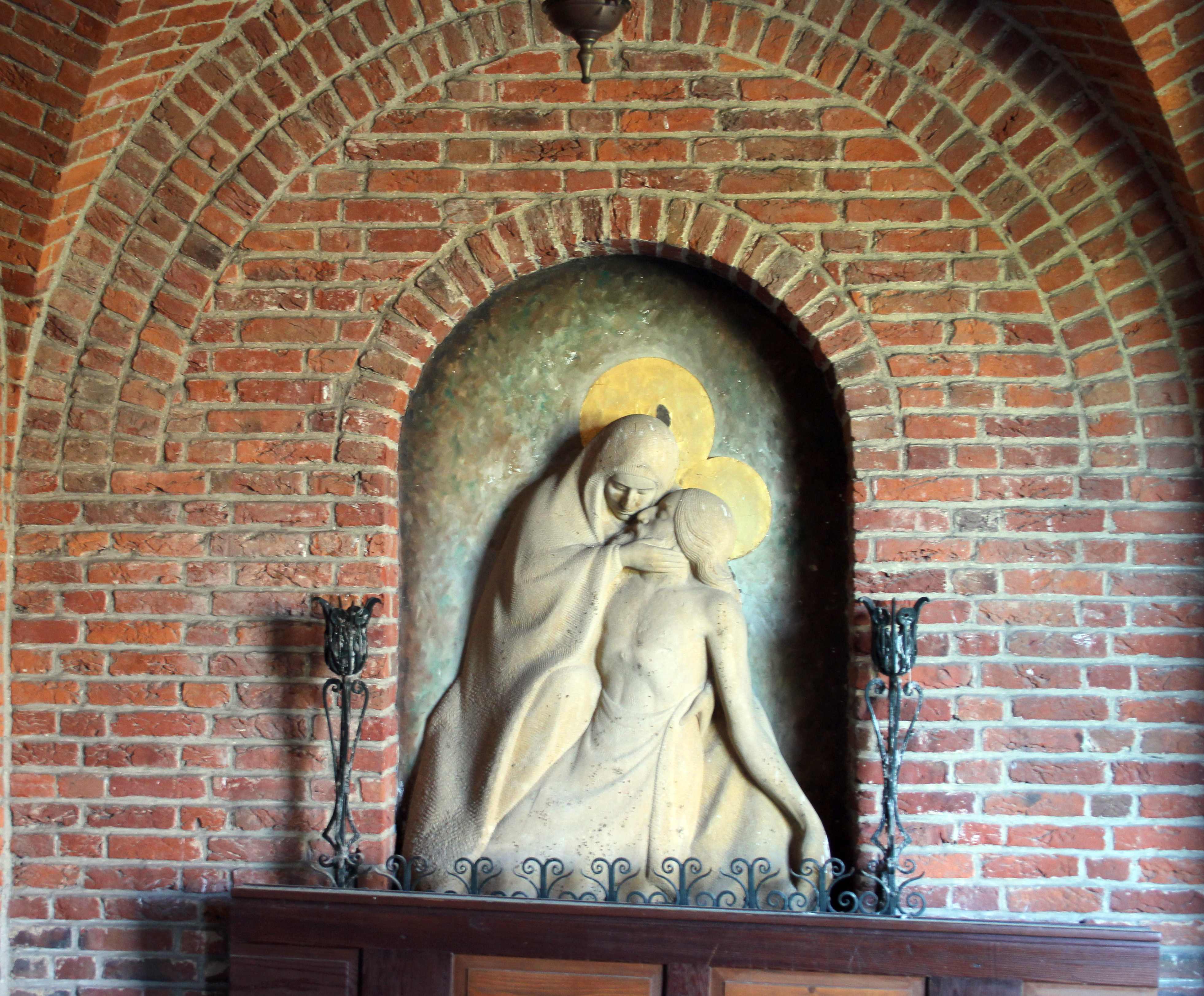
Piëta in de galerij van de Volksabdij

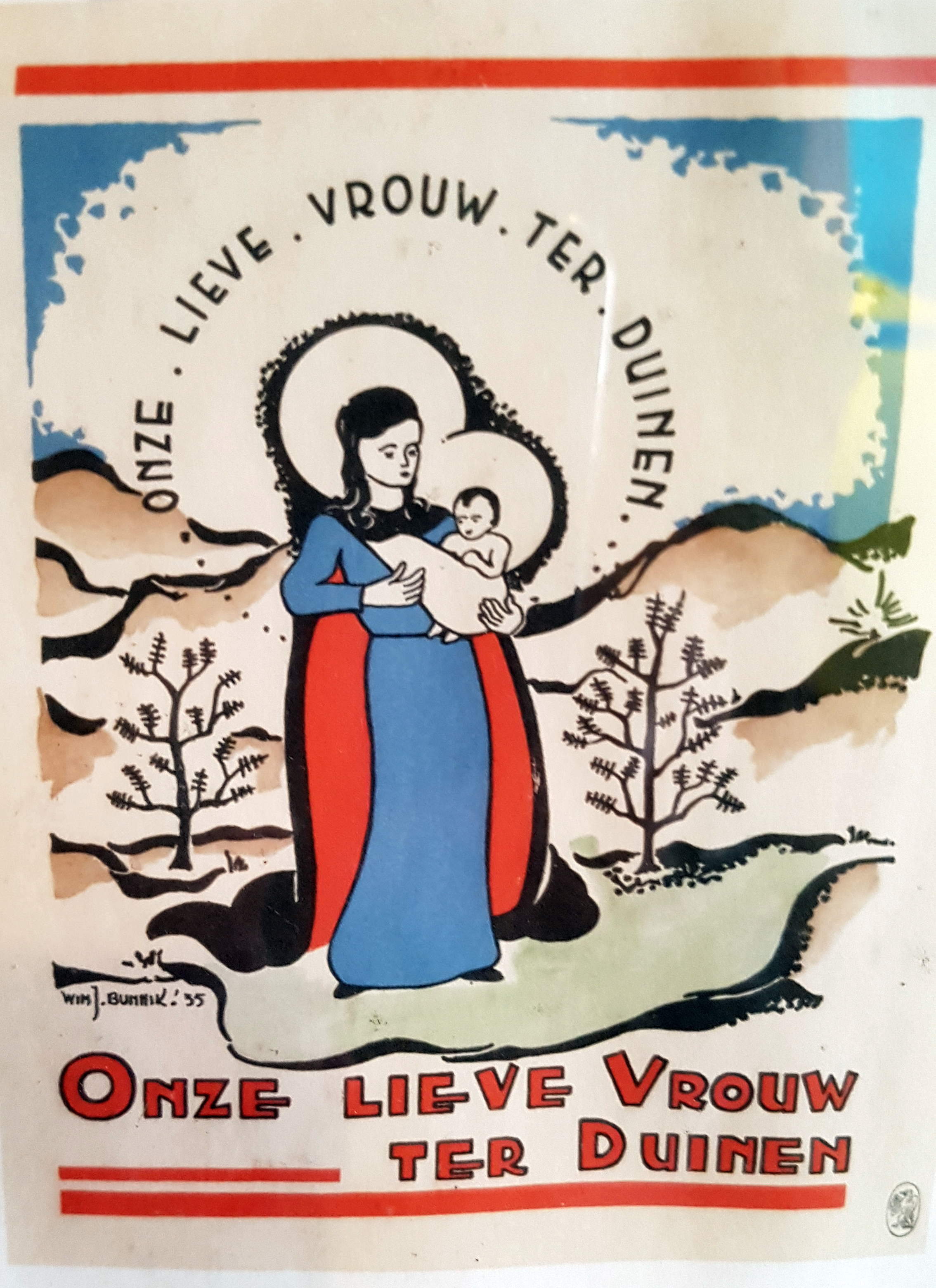
Affiche van Wim J. Bunnik '35

De Volksabdij Onze-Lieve-Vrouw ter Duinen is een gebouwencomplex uit 1941 dat zich bevindt aan de Onze-Lieve-Vrouw ter Duinenstraat 199 te Ossendrecht.
Het initiatief tot de oprichting ervan werd genomen in 1936 door kapelaan Floor van Putte. Het begon als een werkkamp voor werkloze jongeren uit de omgeving. De officiële opening was op op 14 september 1936. De Volksabdij werd ingezegend door Mgr. Hopmans, bisschop van Breda. De abdij werd in 1943 uitgebreid met het gast- en ziekenhuis naar een ontwerp van architect W.J. Bunnik uit Breda.
Tijdens de Tweede Wereldoorlog fungeerde de Volksabdij als noodziekenhuis, maar later werd ze door de bezetter gevorderd. Na de bevrijding werd de abdij bewoond door de Broeders van Huijbergen. Deze verbleven er tot 2001.
Direct na de bevrijding werd de Volksabdij gebruikt om onderwijs te geven aan kinderen van collaborateurs, zoals NSB'ers, waarvan de ouders gevangen zaten. Aldus ontstond er in 1947 een ambachtsschool met internaat, die zich al snel ontwikkelde tot een reguliere school. Het internaat werd in 1982 opgeheven, maar de school bleef.
In 1982 werd er een bezinningscentrum opgericht. Dit centrum werd geleid door een communiteit van een pater Benedictijn en zes Broeders van Huijbergen. In 2002 kwam er, door de hoge leeftijd van de leden, een einde aan het beheer door deze communiteit. In dat jaar werd ook de Stichting Welzijn opgericht. Deze naam werd later omgedoopt tot de Stichting Floor van Putte. De stichting zette zich in voor de medemens naar het gedachtegoed van kapelaan Floor van Putte'
Vanaf 1990 werden op het terrein van de Volksabdij voorzieningen gecreëerd waar onder toezicht geplaatste jongeren zich konden voorbereiden op terugkeer in de maatschappij. Dit project is in 1990 gestart onder de naam "Den Engh" en is in 2010 doorgegaan onder de naam Almata.
Op de binnenplaats van de Volksabdij bevindt zich een beeld van Omer Gielliet, vervaardigd uit een 200-jarige beuk, dat de oermoeder Maria en de oervader Franciscus voorstelt. Het beeld is in 2002 onthuld en herinnert aan het werk dat de broeders hebben gedaan voor de volksjongens uit de omgeving.
Sinds 1986 is het bezinningscentrum geleidelijk aan veranderd in een conferentiecentrum met hotelkamers en een brasserie.
In 2012 is de Volksabdij aangewezen als gemeentelijk monument.
Op 26 november 2020 werd door het teruglopen van het aantal gasten, de Stichting Floor van Putte opgeheven.
In maart 2022 werd De Volksabdij het onderkomen voor Oekraïense vluchtelingen. Hun vlucht is het gevolg van de Russische inval in hun land.
De brasserie en het conferentiecentrum zijn per 1 september 2023 definitief gesloten.